# Tourismuspolitik
Tourismuspolitik (von französisch „tour“ = Reise und nach altgriechisch Πολιτικά politiká = Angelegenheiten des Gemeinwesens) bezeichnet die zielgerichtete Planung und Gestaltung der touristischen Realität und Zukunft durch verschiedene staatliche, private und übergeordnete Träger. Gegenstand der wissenschaftlichen Betrachtung sind die politischen Inhalte, Prozesse und Strukturen im Tourismusbereich.

## Legitimation
Im Allgemeinen ist das tourismuspolitische Engagement des Staates damit zu begründen, dass Tourismus eine hoheitliche Aufgabe, ein Wirtschaftsfaktor, ein Umweltproblem und ein soziales und kulturelles Phänomen ist. Zudem gilt die Reisefreiheit als Teil des Menschenrechts auf Freizügigkeit, das eine Schutzpflicht des Staates impliziert.
Spezifischere Gründe, die tourismuspolitische Interventionen rechtfertigen, sind:
- Marktversagen: Asymmetrische Informationen, Externalitäten, Monopolstrukturen und öffentliche Güter können ein Funktionieren des Marktes im Sinne der Wohlfahrtsökonomie verhindern. Ein Beispiel für negative Externalitäten im Tourismus sind Fluggesellschaften, die als Treibhausgasemittenten wesentlich zur globalen Erwärmung beitragen, aber nicht im Sinne des Verursacherprinzips an den Folgekosten beteiligt werden.[4]
- Öffentliches Interesse: Tourismus übernimmt wichtige gesellschaftspolitische Funktionen (z. B. Völkerverständigung) und kommerzialisiert öffentliche Güter – also setzt diese in Wert – wie z. B. das Landschaftsbild.
- Regionalpolitische Bedeutung und die integrierte Standortförderung: Tourismus ist ein Leitsektor in strukturschwachen Regionen und wird daher als Wohlstandsfaktor gefördert.
- Transaktionskosten: Der hohe Koordinationsaufwand bei der Gestaltung des Tourismusprodukts (d. h. der Reise) als Dienstleistungsbündel führt zu Transaktionskosten, die vom Staat getragen werden (bspw. durch Einrichtung und Finanzierung einer Destinationsmanagementorganisation).
- Gefangenendilemma: Destinationen konkurrieren um Touristen und diesbezügliche Werbeausgaben werden i. d. R. aus öffentlichen Haushalten bestritten. Bspw. wird die Deutsche Zentrale für Tourismus mit jährlich über 28 Mio. € aus dem Bundeshaushalt durch das Bundeswirtschaftsministerium gefördert, um Deutschland als Destination international zu vermarkten.[5] Wenn nun eine Destination ihre Bemühungen verstärkt (durch Erhöhung der Werbebudgets) müssen andere Destinationen (insbes. deren Exekutive) nachziehen, um Wettbewerbsnachteile zu verhindern.

## Aufgabe
Grundlegende Aufgabe der Tourismuspolitik ist es, ökonomische, ökologische und soziale Nutzeffekte des Tourismus zu maximieren und seine negativen Auswirkungen zu minimieren. Das Leitbild einer nachhaltigen Tourismusentwicklung hat sich in der Branche mittlerweile weitgehend durchgesetzt. Tourismuspolitik soll insbesondere unternehmerische Eigenverantwortung stärken und durch die Verbesserung der Rahmenbedingungen die Wettbewerbsfähigkeit der Unternehmen sichern. Des Weiteren strebt sie die Integration der touristischen Anliegen in die allgemeine Wirtschaftspolitik an und soll Entscheidungsgrundlagen und strategische Zielsetzungen (Statistik, Forschung, Leitbilder, Konzepte) erarbeiten. Die Tourismuspolitik soll den Tourismus im Rahmen der Produktgestaltung, des Destinationsmarketings und der Regionalentwicklung fördern. Außerdem soll touristische Infrastruktur wie Verkehrsanlagen, Bildungs-, Sport-, Unterhaltungs- und Kongresseinrichtungen erhalten und ausgebaut werden.

## Gestaltungskonzepte der Tourismuspolitik
Es gibt verschiedene Gestaltungskonzepte der Tourismuspolitik. Freyer unterscheidet marktorientierte Tourismuspolitik, wobei diese sowohl in Ordnungs- als auch in die Gestaltungspolitik unterteilt werden kann, konzeptionell-dogmatische Tourismuspolitik, pragmatische Tourismuspolitik und Tourismuspolitik als Marketing-Aufgabe. Während diese Konzepte alle marktwirtschaftlich ausgerichtet seien, liege der Tourismuspolitik als universelle Planungsaufgabe ein planwirtschaftlicher Ansatz zugrunde. Von einem übergeordneten Blickpunkt ließen sich eine ganzheitliche Tourismuspolitik und Tourismuspolitik als dynamische Zukunftspolitik differenzieren.

## Ziele
Die vielen verschiedenen tourismuspolitischen Akteure setzen sich ihre Ziele je nach institutionellem Mandat und je nach politischer Handlungsebene (lokal bis global). Bei konträren Interessen treten Zielkonflikte auf. Ein gängiges Beispiel aus der Tourismuspolitik ist das staatlicherseits unterstützte Bestreben (fast) aller Destinationen, die Zahl (internationaler) Touristenankünfte zu steigern, um Tourismus als Wirtschaftsfaktor zu stärken. Dies unterminiert Bestrebungen zum Klimaschutz, da insbesondere Flugverkehr einen wesentlichen Beitrag zur globalen Erwärmung leistet, der wiederum Tourismusdestinationen vor existenzielle Herausforderungen stellt.

### Tourismuspolitische Ziele der deutschen Bundesregierung
Die Bundesregierung hat 2009 „Tourismuspolitische Leitlinien“ verabschiedet. Diese sehen vor, die Bedeutung des Tourismus als Wirtschafts- und Imagefaktor für Deutschland stärker in das Bewusstsein von Bevölkerung, Politik und Wirtschaft zu tragen und die Rahmenbedingungen für die Tourismuswirtschaft weiter zu verbessern. Außerdem steht Deutschland für nachhaltigen Tourismus und die Chancen, die sich durch den demographischen Wandel für den Tourismus ergeben, sollen optimal genutzt werden. Deutschland soll für hervorragende Qualität der touristischen Leistungen stehen und die im Tourismussektor Beschäftigten sollen besser qualifiziert werden. Ebenso soll auch das touristische „Produkt Deutschland“ weiter verbessert werden. Die Bundesregierung strebt die Teilhabe aller am Tourismus an und auch die Zusammenarbeit von Tourismuspolitik und Tourismuswirtschaft soll verbessert werden.
Der Koalitionsvertrag für die 18. Legislaturperiode besagt, dass der Tourismus ein „gutes Preis-Leistungsverhältnis, Qualität und Freundlichkeit im Service und weitere Anstrengungen im Tourismusbereich“ benötigt. „Um qualifizierte Fachkräfte muss sich das Gastgewerbe, etwa durch verbesserte Ausbildungsanstrengungen, verstärkt bemühen. Der Ausbau der touristischen Infrastruktur muss mit den vorhandenen und bewährten Förderinstrumentarien weiter unterstützt werden. Die Deutsche Zentrale für Tourismus soll die internationale Vermarktung des Reiselandes Deutschlands auf dem bisherigen Niveau weiter unterstützen und auch dazu beitragen, die Bekanntheit von bislang weniger frequentierten Tourismusgebieten zu erhöhen. Wir wollen eine ‚Initiative Kulturtourismus‘ ins Leben rufen und in Zusammenarbeit mit den Ressorts Kultur und Wirtschaft gestalten. Wesentliche Ziele sind Akteure aus den Feldern Kultur und Tourismus in ihrem Zusammenwirken zu qualifizieren sowie Modellprojekte und innovative Kooperationsformen zu fördern.“

## Instrumente
Je nach Gestaltungskonzept und Zielsetzung bringen staatliche Akteure folgendes Instrumentarium in der Tourismuspolitik zum Einsatz:
1. Ordnungspolitische Instrumente
  - Hoheitliche oder private Rechtssetzung (Abkommen, Gesetze, Verordnungen, Vorschriften, Verträge)
  - Rechtspflege (Rechtsprechung/Gerichtsurteile, Auslegung)
  - Verwaltungsvollstreckung bzw. Rechtsdurchsetzung
2. Finanzpolitische Instrumente
  - Budgetrecht (Verabschiedung der Haushaltspläne durch Parlamente)
  - Abgaben inkl. Sanktionen (Steuern, Beiträge, Gebühren, Nutzungsentgelte, Geldbußen)
  - Subventionen
  - Wirtschaftsförderung
  - Förderung von Wissenschaft und Technik
  - Ausbildungsförderung
3. Wettbewerbspolitische Instrumente
  - Kartellverbot und Fusionskontrolle
  - Liberalisierung
  - Ausgabe von Emissionszertifikaten
  - Konzessionen
  - Evaluation
  - Umweltmanagement
  - Innovationsförderung und Identifizierung von Best practice
4. Sicherheitspolitische Instrumente
  - Konsularische Unterstützung
  - Notrufnummern
  - Sicherheitskontrollen
  - Katastrophenvorsorge
  - Einberufung von Krisenstäben zur Koordination der Hilfsmaßnahmen und Erarbeitung von Krisenplänen
  - Evakuierungen
  - Technische und finanzielle Wiederaufbauhilfen nach Katastrophenereignissen
  - Einsätze von Sicherheitskräften und Militär
5. Organisations- und Kooperationsstrukturen (u. a. konstitutive Instrumente)
  - Bildung neuer Organisations- und Trägerstrukturen
  - Budgethilfen
  - Koordination
  - Gremienarbeit und Interessenvertretung in Dachorganisationen
  - Bi- und multilaterale Zusammenarbeit
  - Kooperationsallianzen
  - Selbstverpflichtungen
6. Infrastrukturpolitische Instrumente
  - Planung
  - Flächenerwerb
  - Bau
  - Prüfungen der Umweltverträglichkeit und der Betriebssicherheit
  - Pflege von grüner Infrastruktur und Instandhaltung von technischer Infrastruktur
  - Management von Schutzgebieten zu Erholungszwecken
7. Informations- und Kommunikationspolitische Instrumente
  - Qualifizierung von Fachkräften (Aus-, Weiter- & Fortbildung)
  - Bewusstseinsbildung bei Verbrauchern (u. a. Aufklärungskampagnen)
  - Werbekampagnen
  - Informations- und Beratungsangebote
  - Appelle und Handlungsempfehlungen/-vorschläge
  - Öffentlichkeitsarbeit
  - Öffentliche Konsultationen und Volksentscheide
8. Anerkennung und Würdigung
  - Formelle Anerkennung (bspw. Gemeinnützigkeit, schwere Behinderung, Arbeitsbelastung)
  - Würdigungen, Auszeichnungen und Ehrungen

Die Instrumente können nach Eingriffsintensität der dazugehörigen Maßnahmen graduell in harte bis weiche Instrumente eingeteilt werden. Zudem können sie nach den jeweiligen Beeinflussten (Anbieter, Nachfrager, Märkte) kategorisiert werden.

## Strukturen
Die tourismuspolitischen Strukturen variieren stark: In Ländern mit großer wirtschaftlicher Abhängigkeit vom internationalen Tourismus ist Tourismuspolitik oft als Sektoralpolitik mit einem eigenen Tourismusministerium angelegt. Da Tourismus grundsätzlich diverse Politikbereiche berührt, kann Tourismuspolitik in anderen Ländern als Querschnittsaufgabe verstanden und organisiert werden. Es ist daher erforderlich, dass Tourismuspolitik integrierend zu den verschiedenen Sektoren wirkt.
In Deutschland herrscht zwischen dem Bund und den Bundesländern eine Kompetenzverteilung, die durch Art. 30 und 70 ff. des Grundgesetzes geregelt ist. Die wesentlichen Kompetenzen für die konkretere politische Gestaltung des Tourismus liegen bei den Ländern. Zwischen Bund und Ländern wirkt der Bund-Länder-Ausschuss Tourismus als Koordinationsgremium.

## Akteure
Tourismuspolitische Akteure lassen sich u. a. nach Rechtsform (öffentlich-rechtlich, privatrechtlich, Mischformen), politischen Ebenen (global bis lokal) und berufsständischer Zugehörigkeit unterscheiden.

### Situation in Deutschland
In der deutschen Tourismuspolitik gibt es zahlreiche private, staatliche und übergeordnete Akteure mit einer Vielzahl von Kompetenzen und Zuständigkeiten.

#### Staatliche Akteure auf nationaler Ebene
Anders als in vielen anderen Ländern wie bspw. Frankreich unterhält Deutschland kein eigenständiges Tourismusministerium. Stattdessen ernennt die Bundesregierung einen Tourismusbeauftragten (i. d. R. Parlamentarischer Staatssekretär beim Bundeswirtschaftsministerium). Federführend für die Koordination der Tourismuspolitik auf Bundesebene ist das Bundesministerium für Wirtschaft und Energie. Aufgrund der Komplexität der Tourismuspolitik kommt es allerdings zu zahlreichen Überschneidungen mit den Zuständigkeitsbereichen anderer Ressorts (z. B. Arbeit und Soziales, Umwelt, Verkehr und digitale Infrastruktur).
Der Tourismusausschuss des Deutschen Bundestages unter dem Vorsitz von Heike Brehmer (CDU/CSU) berät tourismuspolitische Gesetzesentwürfe, Anträge, Unterrichtungen und Berichte von Parlament und Ministerium. In touristischen Fragen steht dem Bundeswirtschaftsminister außerdem der Beirat für Tourismus, der sich aus Vertretern der Spitzenverbände, Gewerkschaften, der Presse und Verbraucherverbänden zusammensetzt, beratend zur Seite.

#### Nicht-staatliche Akteure (Mischformen und private Akteure)
Der Dachverband aller landesweiten, regionalen und kommunalen Tourismusorganisationen ist der Deutsche Tourismusverband. Dieser gründete die Deutsche Zentrale für Tourismus, die der Vermarktung Deutschlands als Destination für ausländische Touristen dient. Weitere Akteure sind private Unternehmen sowie Nichtregierungsorganisationen wie z. B. der Naturschutzbund Deutschland, der World Wide Fund for Nature, die sowohl national als auch international tätig sind, oder der Allgemeine Deutsche Fahrrad-Club.

### Tourismuspolitische Akteure auf europäischer Ebene
In der Europäischen Kommission als supranationaler Administrative ist die Generaldirektion Unternehmen und Industrie federführend für die EU-Tourismuspolitik zuständig. Die European Travel Commission als Dachorganisation nationaler Destinationsmarketingorganisationen vermarktet Europa als Tourismusdestination.

### Tourismuspolitische Akteure auf globaler Ebene
Führender internationaler Akteur in der Tourismuspolitik ist die Welttourismusorganisation. Die Welttourismusorganisation verfolgt mit aktuell 156 Mitgliedsstaaten das Ziel eines verantwortlichen, nachhaltigen und allgemein zugänglichen Tourismus.
Die Bedeutung des Tourismus als einer der wichtigsten Wirtschaftssektoren hervorzuheben ist das Ziel des 1991 gegründeten World Travel and Tourism Council (WTTC). Der WTTC ist die einzige, den Privatsektor weltweit repräsentierende Tourismusorganisation und dient als Forum für bedeutende Unternehmen aus der Tourismusbranche.
Das Tourismuskomitee der zwischenstaatlichen Organisation für wirtschaftliche Zusammenarbeit und Entwicklung arbeitet u. a. an der Reduzierung von Reiseerschwernissen innerhalb seiner Mitgliedsländer sowie der Förderung von nachhaltigem Tourismus. Auch auf internationaler Ebene agiert eine Vielzahl von Nichtregierungsorganisationen wie der bereits erwähnte World Wide Fund for Nature oder die International Union for Conservation of Nature and Natural Resources, die sich für den Schutz und Erhalt der Natur u. a. als Grundlage des Tourismus einsetzen.

## Aktuelle Themen der Tourismuspolitik
Derzeit bestimmen Fragen einer inklusiven und nachhaltigen Tourismusentwicklung die tourismuspolitischen Agenden. Dies umfasst die Auswirkungen des demografischen Wandels und des Klimawandels auf den Tourismus und die Anpassung an diese Phänomene. Insbesondere in demographischer Hinsicht spielt die barrierefreie Gestaltung des Tourismus eine zentrale Rolle.